# Batalla de Zela (47 a. C.)
La batalla de Zela fue un enfrentamiento armado librado en el año 47 a. C. entre las fuerzas de la República de Roma lideradas por Cayo Julio César y sus contrapartes del Reino del Bósforo dirigidas por su monarca, Farnaces II.

## Antecedentes
Después de su victoria a orillas del río Nilo, César había viajado con una de sus veteranas legiones –la VI–, muy mermadas por años de campañas continuas, apenas 1000 hombres, para acabar con Farnaces, rey oriental que había aprovechado la guerra civil para invadir Capadocia, Armenia Parva y Ponto, tierras que una vez había gobernado su padre Mitrídates VI hasta su derrota ante Roma.

Mapa de la batalla. En rojo las tropas de César y las púrpuras las de Farnaces. Cerca de Zela se encuentra el primer campamento de César, más cerca del cuartel enemigo está el segundo campamento cesariano. En orden de izquierda a derecha del ejército romano: XXXVI legio (1), tropas de Deyótaro (2), fuerzas pónticas (3) y los veteranos de la VI Legio (4).

Viendo que el legado y gobernador de Asia, Gneo Domicio Calvino, se había desprendido de dos de sus tres legiones para reforzar la posición de César en Egipto, a finales del 48 a. C. Farnaces invadió territorio romano y derrotó a Calvino en Nicópolis, ocupando posteriormente todo el territorio, caracterizando su ocupación por los saqueos y abusos contra los locales, masacrar a los ciudadanos romanos y castrar y esclavizar a los prisioneros.
César salió el 7 de junio del 47 a. C. de Alejandría con rumbo a Antioquía y de ahí para Anatolia, enterándose de lo mal que iban las cosas en la capital republicana, lo que le obligaba a terminar la campaña asiática rápido, y reclutando a las tropas que le ofrecieron sus numerosos aliados locales, como la legión de Deyótaro, formada por reclutas de Galacia (el monarca oriental fue obligado por César a hacer esto, puesto que había apoyado a los pompeyanos). Fácilmente resolvió todos los conflictos latentes en Siria, Cilicia y Asia, no tocadas por la guerra como Bitinia y Ponto, dejando el gobierno sirio en manos de su pariente, Sexto César. Llegó a Ponto y reunió a su única legión veterana y auxiliares locales con los sobrevivientes del desastre de Nicópolis. Farnaces intento negociar sin éxito.
Farnaces II ocupó y fortificó las colinas cercanas a Zela, actual Zile, un lugar donde su padre había vencido en el 67 a. C., esperando repetir el éxito. César estaba acampado a 8 kilómetros de distancia, pero en la noche del 31 de julio se aproximó secretamente a las posiciones enemigas.

## Batalla

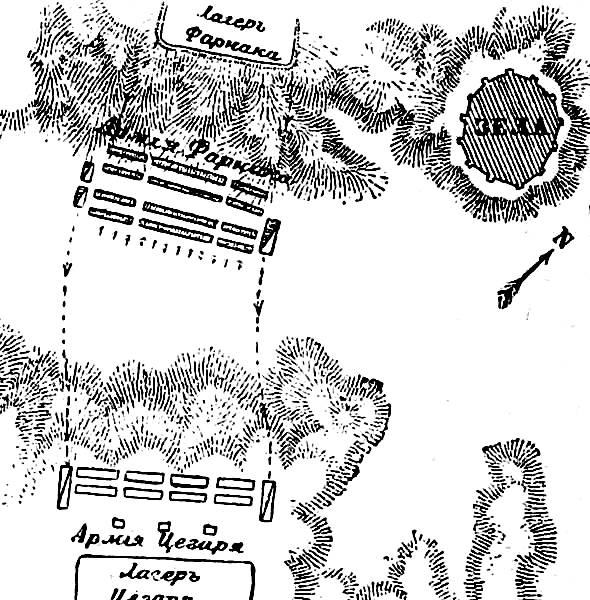
Batalla de Zela ilustracio.

Tras días de mutua vigilancia, Farnaces, haciendo alarde de su desprecio a las tropas romanas, formó su ejército en tanto César y su primera línea estaban frente a sus trincheras mientras el resto de su ejército seguía trabajando en las fortificaciones, bajando de sus altas posiciones al valle. El general romano dio la orden de abandonar los trabajos y que todos los legionarios tomaran las armas. La batalla comenzó y la VI legión aguantó su posición en el ala derecha romana; poco después el flanco izquierdo y el centro orientales fueron dispersados, huyendo con grandes pérdidas, y el resto del ejército envuelto. Las tropas de Farnaces en el valle fueron muertas o capturadas; quedaban solo sus cohortes más fieles en reserva en su campamento fortificado, pero estas poco pudieron hacer ante el asalto romano. Fueron expulsados en desorden colina abajo.

## Consecuencias
La mayor parte de su ejército estaba muerto o prisionero, pero Farnaces consiguió escapar con mil jinetes a Sinope y de ahí salió a reclutar mercenarios escitas y sármatas en Teodosia y Panticapeo pero fue derrotado y muerto por Asandro tras quince años de reinado. Calvino recibió la orden de perseguir a los supervivientes con la caballería ligera, mientras César repartía el botín entre los soldados, licenciaba a los auxiliares de Deyótaro, enviaba de regreso a Italia a la VI legión y dejaba dos legiones en Ponto a cargo de Celio Vinciano. Después marchó por Galogrecia y Bitinia, reorganizando ambas regiones y sus gobiernos, particularmente importante fue que otorgó al rey Mitrídates de Pérgamo, fiel aliado suyo en Egipto, el reino de Farnaces en el Bósforo y Galogrecia. Después de eso volvió a Roma.
La campaña contra Farnaces apenas duró cinco días. Fue tan rápida y contundente que Plutarco menciona que César dijo: «Veni, vidi, vici». Farnaces escapó al Reino del Bósforo, pero fue poco después asesinado por uno de sus excomandantes en una escaramuza. Mitrídates recibió el dominio nominal del reino de Farnaces.
La guerra aún no había acabado, los pompeyanos sobrevivientes formaban un nuevo ejército en África.